# 烏爾巴諾五世
烏爾巴諾五世（拉丁語：Beatus Urbanus PP. V；1310年—1370年12月19日）原名威廉·格里莫阿爾德（Guillaume Grimoard），於法國南部格里扎克出生，1362年9月28日當選教宗，同年11月6日即位至1370年12月19日為止。

## 譯名列表
- 烏爾巴諾：天主教香港教區禮儀委員會：禧年專頁 （页面存档备份，存于）作烏爾巴諾。
- 烏爾班：《大英簡明百科知識庫》2005年版[永久]作烏爾班。
- 伍朋：香港天主教教區檔案　歷任教宗作伍朋。
- 乌尔班、乌尔万、于尔邦、厄本：《世界人名翻譯大辭典》1993年版作乌尔班、乌尔万、于尔邦、厄本。